# Anna Muzytjuk
Anna Olehivna Muzytjuk (ukrainska: Анна Оле́гівна Музичу́к; slovenska: Ana Muzičuk), född 28 februari 1990 i Lviv, är en ukrainsk internationell stormästare i schack.
Från 2004 till 2014 spelade hon för Slovenien och 2010 blev hon juniormästare. Hon är den fjärde kvinnan, efter Judit Polgár, Humpy Koneru och Hou Yifan, som passerat 2600 FIDE Elo-rating. Hon nådde 2606 i Elo-rating i juli 2012.
Muzytjuk uppmärksammades 2017 då hon vägrade försvara sina schack-titlar i turnering i Saudiarabien på grund av landets behandling av kvinnor. Ställningstagandet gjorde att hon förlorade sina titlar.
|  |